# Clematodina
Clematodina is een geslacht van rechtvleugeligen uit de familie veldsprinkhanen (Acrididae). De wetenschappelijke naam van dit geslacht is voor het eerst geldig gepubliceerd in 1940 door Günther.

## Soorten
Het geslacht Clematodina omvat de volgende soorten:
- Clematodina eckardtiana Günther, 1940
- Clematodina sastrei Amédégnato & Descamps, 1978